# Aedes albotaeniatus
Aedes albotaeniatus är en tvåvingeart som först beskrevs av George Frederick Leicester 1904.  Aedes albotaeniatus ingår i släktet Aedes och familjen stickmyggor. Inga underarter finns listade i Catalogue of Life.